# Christopher Maltman
Christopher Maltman (geboren am 1. Januar 1970) ist ein britischer Opernsänger (Bariton).

## Leben und Karriere
Maltman absolvierte ein Studium der Biochemie an der University of Warwick und eine Gesangsausbildung an der Royal Academy of Music in London. 1997 gewann er den Liedpreis beim Cardiff-Singer-of-the-World-Wettbewerb und startete eine Karriere, die ihn rasch auf die wichtigsten europäischen Opern- und Konzertpodien führte.

### Oper
Am Royal Opera House Covent Garden trat er als Papageno (Die Zauberflöte), Guglielmo (Così fan tutte), Malatesta (Don Pasquale), Marcello (La Bohème), Ramiro (L’heure espagnole) und als Förster im Schlauen Füchslein auf.
Beim Glyndebourne Festival sang er den Papageno, den Figaro (Le nozze di Figaro) und Sid (Albert Herring).
Als seine Paraderolle gilt die Titelrolle von Brittens Billy Budd, die er erfolgreich an der Welsh National Opera, am Teatro Regio in Turin, weiters in Seattle, Frankfurt und an der Bayerischen Staatsoper gesungen hat.
In München sang er auch Tarquinius (The Rape of Lucretia), Guglielmo, Marcello, Albert (Werther) und zuletzt den die Titelrolle in Don Giovanni.
Gastengagements führten Maltman auch an die Berliner Staatsoper (Figaro in Il barbiere di Siviglia), an die English National Opera und zum Aldeburgh Festival (Tarquinius), ans Theater an der Wien und die Opéra National de Paris (Graf in Le nozze di Figaro), an die Pariser Opéra-Comique und zu den Wiener Festwochen (Aeneas in Dido and Aeneas unter William Christie) sowie nach Hamburg (Oreste in Iphigénie en Tauride).
An der Metropolitan Opera war er u. a. als Papageno, Silvio (Pagliacci) und Harlekin (Ariadne auf Naxos) zu hören.
In den USA gastierte er in San Francisco, Seattle und San Diego.
Bei den Salzburger Festspielen verkörperte er 2008 und 2010 den Don Giovanni, 2009 den Guglielmo (Così fan tutte) sowie 2013 die Titelrolle in Harrison Birtwistles Gawain.
2015 gab er im Rahmen der Salzburger Pfingstfestspiele den Orestes in Glucks Iphigénie en Tauride (Inszenierung: Moshe Leiser und Patrice Caurier).
2018 sang er in der New Yorker Erstaufführung der Oper Marnie von Nico Muhly die Rolle des Mark Rutland.
2020 gab er am Theater an der Wien unter der Regie von Christof Loy den Cascart in Ruggero Leoncavallos Zazà.

### Konzerte
Maltman ist ein gefragter Konzertsänger und unter Dirigenten wie Christoph von Dohnányi, John Adams, Roger Norrington, Simon Rattle, Colin Davis, Nikolaus Harnoncourt, John Eliot Gardiner, James Conlon, Esa-Pekka Salonen und Kurt Masur aufgetreten. Liederabende gab er an renommierten europäischen Konzerthäusern sowie an der New Yorker Carnegie Hall und im Lincoln Center. Er ist ein regelmäßiger Gast bei der Schubertiade Schwarzenberg und in der Londoner Wigmore Hall, wo er mit Graham Johnson die drei großen Liedzyklen Schuberts gesungen und aufgenommen hat. Eingespielt hat er auch Schumanns Dichterliebe und den Liederkreis op. 24 mit Graham Johnson, ein Debussy-Album mit Malcolm Martineau und eine CD mit englischen Liedern gemeinsam mit dem Pianisten Roger Vignoles.

### Film
In der Filmadaption von John Adams’ The Death of Klinghoffer debütierte er 2003 als Leinwanddarsteller, und in dem auf Mozarts Don Giovanni basierenden Film Juan von Kasper Holten aus dem Jahr 2010 spielte er die Titelrolle.